# Zamek Drumlanrig
Zamek Drumlanrig (ang. Drumlanrig Castle) −  zamek położony w Thornhill, Dumfries and Galloway w Szkocji. W zamku znajduje się ekspozycja części zbiorów kolekcji księcia Buccleuch.

## Historia
Zbudowany z różowego piaskowca w latach 1679 - 1691 w miejscu XV-wiecznej fortecy.